# アカデミーメイクアップ&ヘアスタイリング賞
アカデミーメイクアップ&ヘアスタイリング賞（ - しょう、Academy Award for Best Makeup and Hairstyling）はアカデミー賞の中の一つ。メイクアップにおいて最優秀であると選ばれた映画作品、およびそのメイクアップ・アーティストに与えられる。1981年の第54回アカデミー賞で初めて設けられ、当初は「Academy Award for Best Makeup」という名称だった。第85回から 「Academy Award for Best Makeup and Hairstyling」に変更された。

## 受賞とノミネート一覧
テキストボックスの背景が黄色になっているものが受賞。

### 1980年代
| 年                                           | 作品名                                                   | 候補者   |
| -------------------------------------------- | -------------------------------------------------------- | -------- |
| 1981年 （第54回）                            |                                                          |          |
| 狼男アメリカン                               | リック・ベイカー                                         |          |
| ハートビープス/恋するロボットたち            | スタン・ウィンストン                                     |          |
| 1982年 （第55回）                            |                                                          |          |
| 人類創世                                     | サラ・モンザーニ ミシェル・バーク                        |          |
| ガンジー                                     | トム・スミス                                             |          |
| 1983年 （第56回）                            | 受賞無し                                                 | 受賞無し |
| 1984年 （第57回）                            |                                                          |          |
| アマデウス                                   | ディック・スミス ポール・ルブランク                      |          |
| グレイストーク -類人猿の王者- ターザンの伝説 | リック・ベイカー ポール・エンジェレン                    |          |
| 2010年                                       | マイケル・ウエストモア                                   |          |
| 1985年 （第58回）                            |                                                          |          |
| マスク                                       | マイケル・ウエストモア ゾルターン・エレク                |          |
| カラーパープル                               | ケン・チェイス                                           |          |
| レモ/第1の挑戦                               | カール・フラートン                                       |          |
| 1986年 （第59回）                            |                                                          |          |
| ザ・フライ                                   | クリス・ウェイラス ステファン・デュプイ                  |          |
| The Clan of the Cave Bear                    | マイケル・G・ウエストモア ミシェル・バーク               |          |
| レジェンド / 光と闇の伝説                    | ロブ・ボッティン ピーター・ロブ＝キング                  |          |
| 1987年 （第60回）                            |                                                          |          |
| ハリーとヘンダスン一家                       | リック・ベイカー                                         |          |
| ピーター・フォークの 恋する大泥棒            | ボブ・ラデン                                             |          |
| 1988年 （第61回）                            |                                                          |          |
| ビートルジュース                             | ロバート・ショート ヴェ・ニール スティーヴ・ラ・ボート   |          |
| 星の王子 ニューヨークへ行く                  | リック・ベイカー                                         |          |
| 3人のゴースト                                | トム・バーマン バリ・ドレイバンド・バーマン              |          |
| 1989年 （第62回）                            |                                                          |          |
| ドライビング Miss デイジー                   | マンリオ・ロッケッティ リン・バーバー ケヴィン・ヘイニー |          |
| バロン                                       | マギー・ウェストン ファブリツィオ・スフォルツァ          |          |
| 晩秋                                         | ディック・スミス ケン・ディアス グレッグ・ネイソン       |          |

### 1990年代
| 年                                          | 作品名                                                              | 候補者 |
| ------------------------------------------- | ------------------------------------------------------------------- | ------ |
| 1990年 （第63回）                           |                                                                     |        |
| ディック・トレイシー                        | ジョン・カグリオーネ・Jr ダグ・ドレクスラー                         |        |
| シラノ・ド・ベルジュラック                  | ミシェル・バーク ジャン・ピエール・エイシェンヌ                     |        |
| シザーハンズ                                | ヴィ・ネイル スタン・ウィンストン                                   |        |
| 1991年 （第64回）                           |                                                                     |        |
| ターミネーター2                             | スタン・ウィンストン ジョン・ドーン                                 |        |
| フック                                      | モンタギュー・ウェストモア グレッグ・キャノム クリスティナ・スミス  |        |
| スタートレックVI 未知の世界                 | マイク・ミルズ エドワード・フレンチ リチャード・スネル              |        |
| 1992年 （第65回）                           |                                                                     |        |
| ドラキュラ                                  | グレッグ・キャノム ミシェル・バーク マシュー・W・マングル           |        |
| バットマン リターンズ                       | スタン・ウィンストン ロニー・スペクター ヴィ・ネイル                |        |
| ホッファ                                    | グレッグ・キャノム ヴィ・ネイル ジョン・ブレイク                    |        |
| 1993年 （第66回）                           |                                                                     |        |
| ミセス・ダウト                              | グレッグ・キャノム ヴィ・ネイル ヨランダ・トゥシエング              |        |
| フィラデルフィア                            | カール・フラートン アラン・ダンジェリオ                             |        |
| シンドラーのリスト                          | クリスティナ・スミス マシュー・W・マングル ジュディス・A・コリー    |        |
| 1994年 （第67回）                           |                                                                     |        |
| エド・ウッド                                | リック・ベイカー ヴィ・ニール ヨランダ・トゥシエング                |        |
| フォレスト・ガンプ/一期一会                 | ダニエル・C・ストリーピーク ハリー・ダモーレ ジュディス・A・コリー  |        |
| フランケンシュタイン                        | ダニエル・パーカー ポール・エンゲロン キャロル・ヘミング            |        |
| 1995年 （第68回）                           |                                                                     |        |
| ブレイブハート                              | ピーター・フランプトン ポール・パティソン ロイス・バーウェル        |        |
| ミ・ファミリア                              | ケン・ディアス マーク・サンチェス                                   |        |
| 最高のルームメイト                          | グレッグ・キャノム ボブ・ラデン コリーン・キャラハン                |        |
| 1996年 （第69回）                           |                                                                     |        |
| ナッティ・プロフェッサー クランプ教授の場合 | リック・ベイカー デヴィッド・ルロイ・アンダーソン                   |        |
| ゴースト・オブ・ミシシッピー                | デボラ・ラ・ミア・デネイヴァー マシュー・W・マングル                |        |
| スタートレック ファーストコンタクト         | スコット・ウィーラー マイケル・ウェストモア ジェイク・ガーバー      |        |
| 1997年 （第70回）                           |                                                                     |        |
| メン・イン・ブラック                        | リック・ベイカー デヴィッド・ルロイ・アンダーソン                   |        |
| Queen Victoria 至上の恋                     | リサ・ウィンコット ビヴァリー・ビンダ ヴェロニカ・ブレブナー        |        |
| タイタニック                                | ティナ・アーンショウ グレッグ・キャノム サイモン・トンプソン        |        |
| 1998年 （第71回）                           |                                                                     |        |
| エリザベス                                  | ジェニー・シャーコア                                                |        |
| プライベート・ライアン                      | コナー・オサリヴァン ダニエル・C・ストリーピーク ロイス・バーウェル |        |
| 恋におちたシェイクスピア                    | リサ・ウェストコット ヴェロニカ・ブレブナー                         |        |
| 1999年 （第72回）                           |                                                                     |        |
| トプシー・ターヴィー                        | クリスティン・ブランデル トレフォー・プラウド                       |        |
| オースティン・パワーズ: デラックス          | ミシェル・バーク マイク・スミスソン                                 |        |
| アンドリューNDR114                          | グレッグ・キャノム                                                  |        |
| エディ&マーティンの逃走人生                 | リック・ベイカー                                                    |        |

### 2000年代
| 年                                            | 作品名                                                 | 候補者 |
| --------------------------------------------- | ------------------------------------------------------ | ------ |
| 2000年 （第73回）                             |                                                        |        |
| グリンチ                                      | リック・ベイカー ゲイル・ロウエル＝ライアン            |        |
| ザ・セル                                      | エドアルド・F・ヘンリクス ミシェル・バーク             |        |
| シャドウ・オブ・ヴァンパイア                  | アンバー・シブレイ アン・ブキャナン                    |        |
| 2001年 （第74回）                             |                                                        |        |
| ロード・オブ・ザ・リング                      | リチャード・テイラー ピーター・オーウェン              |        |
| ビューティフル・マインド                      | グレッグ・キャノム コリーン・カラガン                  |        |
| ムーラン・ルージュ                            | マウリツィオ・シルヴィ アルド・シグレッティ            |        |
| 2002年 （第75回）                             |                                                        |        |
| フリーダ                                      | ベアトリス・デ・アルバ ジョン・E・ジャクソン           |        |
| タイムマシン                                  | ジョン・M・エリオット・Jr バーバラ・ロレンツォ         |        |
| 2003年 （第76回）                             |                                                        |        |
| ロード・オブ・ザ・リング/王の帰還             | リチャード・テイラー ピーター・キング                  |        |
| マスター・アンド・コマンダー                  | エドワード・ヘンリクス3世 ヨランダ・トゥシエング       |        |
| パイレーツ・オブ・カリビアン/呪われた海賊たち | ヴィ・ネイル マーティン・サミュエル                    |        |
| 2004年 （第77回）                             |                                                        |        |
| レモニー・スニケットの世にも不幸せな物語      | ヴァリー・オレイリー ビル・コルソ                      |        |
| パッション                                    | キース・ヴァンダーラーン クリスチャン・ティンズリー    |        |
| 海を飛ぶ夢                                    | マノロ・ガルシア ジョー・アレン                        |        |
| 2005年 （第78回）                             |                                                        |        |
| ナルニア国物語/第1章:ライオンと魔女           | ハワード・バーガー タミ・レーン                        |        |
| シンデレラマン                                | デヴィッド・ルロイ・アンダーソン ランス・アンダーソン  |        |
| スター・ウォーズ エピソード3/シスの復讐       | デーヴ・エルシー ニッキー・グーリー                    |        |
| 2006年 （第79回）                             |                                                        |        |
| パンズ・ラビリンス                            | ダビ・マルティ モンセ・リベ                            |        |
| アポカリプト                                  | アルド・シグノレッティ ヴィットリオ・ソダーノ          |        |
| もしも昨日が選べたら                          | 辻一弘 ビル・コルソ                                    |        |
| 2007年 （第80回）                             |                                                        |        |
| エディット・ピアフ〜愛の讃歌〜                | Didier Lavergne ジャン・アーチボールド                 |        |
| マッド・ファット・ワイフ                      | リック・ベイカー 辻一弘                                |        |
| パイレーツ・オブ・カリビアン/ワールド・エンド | ヴィ・ネイル マーティン・サミュエル                    |        |
| 2008年 （第81回）                             |                                                        |        |
| ベンジャミン・バトン 数奇な人生               | グレッグ・キャノム                                     |        |
| ダークナイト                                  | ジョン・キャグリオーネ・Jr コナー・オサリヴァン        |        |
| ヘルボーイ/ゴールデン・アーミー               | マイク・エリザルド Thom Floutz                         |        |
| 2009年 （第82回）                             |                                                        |        |
| スター・トレック                              | バーニー・バーマン ミンディ・ホール ジョエル・ハーロウ |        |
| イル・ディーヴォ 魔王と呼ばれた男             | アルド・シニョレッティ ヴィットリオ・ソダーノ          |        |
| ヴィクトリア女王 世紀の愛                     | Jon Henry Gordon ジェニー・シャーコア                  |        |

### 2010年代
| 年                                                  | 作品名                                                                           | 候補者 |
| --------------------------------------------------- | -------------------------------------------------------------------------------- | ------ |
| 2010年 （第83回）                                   |                                                                                  |        |
| ウルフマン                                          | リック・ベイカー デイヴ・エルシー                                                |        |
| バーニーズ・バージョン ローマと共に                 | Adrien Morot                                                                     |        |
| ウェイバック -脱出6500km-                           | エドワード・ヘンリクス3世 Gregory Funk ヨランダ・トゥシエング                    |        |
| 2011年 （第84回）                                   |                                                                                  |        |
| マーガレット・サッチャー 鉄の女の涙                 | マーク・クーリエ J・ロイ・ヘランド                                               |        |
| アルバート氏の人生                                  | Martial Corneville リン・ジョンソン マシュー・W・マングル                        |        |
| ハリー・ポッターと死の秘宝 PART2                    | ニック・ダドマン アマンダ・ナイト Lisa Tomblin                                   |        |
| 2012年 （第85回）                                   |                                                                                  |        |
| レ・ミゼラブル                                      | リサ・ウェストコット ジュリー・ダートネル                                        |        |
| ヒッチコック                                        | ハワード・バーガー ピーター・モンターニャ マーティン・サミュエル                 |        |
| ホビット 思いがけない冒険                           | ピーター・スウォーズ・キング リック・フィンドラタ タミ・レーン                   |        |
| 2013年 （第86回）                                   |                                                                                  |        |
| ダラス・バイヤーズクラブ                            | アドルイーサ・リー ロビン・マシューズ                                            |        |
| ジャッカス/クソジジイのアメリカ横断チン道中         | ステファン・プローティー                                                         |        |
| ローン・レンジャー                                  | ジョエル・ハーロウ グロリア・パスカ＝キャスニー                                  |        |
| 2014年 （第87回）                                   |                                                                                  |        |
| グランド・ブダペスト・ホテル                        | フランシス・ハノン マーク・クーリエ                                              |        |
| フォックスキャッチャー                              | ビル・コルソ デニース・リディアード                                              |        |
| ガーディアンズ・オブ・ギャラクシー                  | エリザベス・イアニ＝ジョルジオ デービッド・ホワイト                              |        |
| 2015年 （第88回）                                   |                                                                                  |        |
| マッドマックス 怒りのデス・ロード                   | レスリー・ヴァンダーウォルト エルカ・ウォーデガ ダミアン・マーティン             |        |
| 100歳の華麗なる冒険                                 | ラヴ・ラーソン エヴァ・フォン・バール                                            |        |
| レヴェナント: 蘇えりし者                            | シアン・グリッグ ダンカン・ジャーマン ロバート・パンディーニ                     |        |
| 2016年 （第89回）                                   |                                                                                  |        |
| スーサイド・スクワッド                              | アレッサンドロ・ベルトラッツィ ジョルジオ・グレゴリーニ クリストファー・ネルソン |        |
| 幸せなひとりぼっち                                  | エヴァ・フォン・バール ラヴ・ラーソン                                            |        |
| スター・トレック BEYOND                             | ジョエル・ハーロウ リチャード・アロンゾ                                          |        |
| 2017年 （第90回）                                   |                                                                                  |        |
| ウィンストン・チャーチル/ヒトラーから世界を救った男 | 辻一弘 デヴィッド・マリノフスキ ルーシー・シビック                               |        |
| ヴィクトリア女王 最期の秘密                         | ダニエル・フィリップス ルー・シェパード                                          |        |
| ワンダー 君は太陽                                   | アリエン・タウテン                                                               |        |
| 2018年 （第91回）                                   |                                                                                  |        |
| バイス                                              | グレッグ・キャノム ケイト・ビスコー パトリシア・デハニー                         |        |
| ボーダー 二つの世界                                 | ゴーラン・ルンドストローム パメラ・ゴールドアンマー                              |        |
| ふたりの女王 メアリーとエリザベス                   | ジェニー・シャーコア マーク・ピルシェア ジェシカ・ブルックス                     |        |
| 2019年 （第92回）                                   |                                                                                  |        |
| スキャンダル                                        | カズ・ヒロ アン・モーガン ビビアン・ベイカー                                     |        |
| ジョーカー                                          | ニッキー・レーデルマン ケイ・ジョージャウ                                        |        |
| ジュディ 虹の彼方に                                 | ジェレミー・ウッドヘッド                                                         |        |
| マレフィセント2                                     | ポール・グーチ アリエン・タウテン デービッド・ホワイト                           |        |
| 1917 命をかけた伝令                                 | ナオミ・ドネ トリスタン・ヴェルスルイス レベッカ・コール                         |        |

### 2020年代
| 年                                      | 作品名                                                                                       | 候補者 |
| --------------------------------------- | -------------------------------------------------------------------------------------------- | ------ |
| 2020/21年 （第93回）                    |                                                                                              |        |
| マ・レイニーのブラックボトム            | セルジオ・ロペス＝リヴェラ ミア・ニール ヤミカ・ウィルソン                                   |        |
| EMMA エマ                               | マリーズ・ランガン ローラ・アレン クラウディア・シュトルツェ                                 |        |
| ヒルビリー・エレジー 郷愁の哀歌         | エリン・クルーガー・メカシュ パトリシア・デハニー マシュー・マングル                         |        |
| Mank/マンク                             | ジジ・ウィリアムズ キンバリー・スピテリ コリーン・ラバフ                                     |        |
| ほんとうのピノッキオ                    | ダリア・コッリ マーク・クーリエ フランチェスコ・ペゴレッティ                                 |        |
| 2021年 （第94回）                       |                                                                                              |        |
| タミー・フェイの瞳                      | リンダ・ダウズ ステファニー・イングラム ジャスティン・ラリー                                 |        |
| 星の王子 ニューヨークへ行く2            | マイク・マリノ ステーシー・モリス カーラ・ファーマー                                         |        |
| クルエラ                                | ナディア・ステイシー ナオミ・ドネ ジュリア・ヴァーノン                                       |        |
| DUNE/デューン 砂の惑星                  | ドナルド・モワット ラヴ・ラーソン エヴァ・フォン・バール                                     |        |
| ハウス・オブ・グッチ                    | ヨーラン・ルンドストルム アンナ・カーリン・ロック フレデリック・アスピラス                   |        |
| 2022年 （第95回）                       |                                                                                              |        |
| ザ・ホエール                            | エイドリアン・モロ ジュディ・チン アン・マリー・ブラッドリー                                 |        |
| 西部戦線異状なし                        | ハイケ・メルカー リンダ・アイゼンハメロヴァー                                                |        |
| THE BATMAN-ザ・バットマン-              | ナオミ・ドネ マイク・マリノ マイケル・フォンテイン                                           |        |
| ブラックパンサー/ワカンダ・フォーエバー | カミーユ・フレンド ジョエル・ハーロウ                                                        |        |
| エルヴィス                              | マーク・クーリエ ジェイソン・ベアード アルド・シニョレッティ                                 |        |
| 2023年 （第96回）                       |                                                                                              |        |
| 哀れなるものたち                        | ナディア・ステイシー マーク・クーリエ ジョシュ・ウェストン                                   |        |
| Golda                                   | カレン・ハートリー・トーマス スージー・バタースビー アシュラ・ケリー＝ブルー                 |        |
| マエストロ: その音楽と愛と              | カズ・ヒロ ケイ・ジョージウー ロリ・マッコイ・ベル                                           |        |
| オッペンハイマー                        | ルイサ・アベル                                                                               |        |
| 雪山の絆                                | アナ・ロペス＝プイグセルバー デヴィッド・マルティ ムンセ・リベー                             |        |
| 2024年 （第97回）                       |                                                                                              |        |
| サブスタンス                            | ピエール・オリヴィエ・ペルシン ステファニー・ギヨン マリリン・スカーセッリ                   |        |
| 顔を捨てた男                            | マイク・マリーノ デヴィッド・プレスト クリスタル・ジュラード                                 |        |
| エミリア・ペレス                        | ジュリア・フロック・カルボネル エマニュエル・ジャンヴィエ ジャン＝クリストフ・スパダッチーニ |        |
| ノスフェラトゥ                          | デービッド・ホワイト トレイシー・ローダー スザンヌ・ストークス・マントン                     |        |
| ウィキッド ふたりの魔女                 | フランシス・ハノン ローラ・ブラント サラ・ナス                                               |        |